# Herz Miksa
Herz Miksa (idegen nyelvi környezetben: Max Herz) (Ottlaka, Arad vármegye [ma: Grăniceri, Románia], 1856. május 19. – Zürich, 1919. május 5.) Egyiptomban működött magyar építész, műemlékvédő, múzeumigazgató, építészettörténész, a Magyar Tudományos Akadémia külső tagja.

## Élete

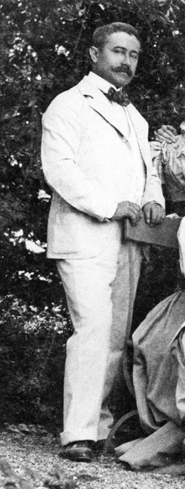
Herz Miksa. Részlet egy családi csoportképből. 1897. augusztus, Stresa, Piemont, Olaszország. Fénykép a Sereni család (Olaszország) szívességéből

Szűkös körülmények között, mezőgazdasági tevékenységből élő zsidó családban látta meg a napvilágot. Elemi és középiskolai tanulmányait Temesvárott végezte, majd építészmérnöki stúdiumokat folytatott a budapesti Műegyetemen (1874-1877) és Bécsben (1877-1880; Technische Hochschule). Budapesten Hauszmann Alajos, Bécsben Heinrich von Ferstel és Carl König tanítványa volt. Legutolsó vizsgái letételét követően hosszú utazást tett Olaszországban, amelynek során 1880 őszén eljutott Egyiptomba is, ahol vonzó állásajánlatot kapott. A Vakf Minisztérium (≈Vallásügyi Minisztérium) Műszaki Osztályának vezetője, Julius Franz pasa meghívására belépett a mecsetek és egyéb vallási műemlékek védelmét is ellátó hivatalba. 1890-től 1914 végéig, negyedszázadon át az Arab-Iszlám Építészeti Emlékek Műemlékvédelmi Bizottságának (Comité de conservation des monuments de l’art arabe; általánosan használt rövid névvel Comité) főmérnökeként irányította az arab-iszlám és a kopt építészeti emlékek megőrzését Egyiptomban, mindenekelőtt Kairóban. Mint magyar állampolgárt az I. világháború kitörését követően, 1914 végén az Egyiptomot 1882 óta megszállás alatt tartó angol hatalom ellenséges alattvalóként kényszernyugdíjazta, majd kiutasította Egyiptomból. Szinte mindenét elveszítve családjával ekkor Milánóba ment, ahol olasz feleségének rokonsága élt. A Monarchia elleni olasz hadüzenetet (1915. május 23.) követően Olaszországot is el kellett hagynia, s ekkor Zürichbe költözött. (Mindenképpen semleges államba kellett mennie, hogy az egyiptomi állam által folyósított nyugdíját megkaphassa.) Hatalmas tragédiaként élte meg, hogy az a világ, amelyben addig élt, összeomlott, s további súlyos csapást jelentett számára 17 éves fia, Géza halála 1914 nyárutóján egy hastífusz-fertőzés következtében. Az egész életében életvidám ember a reázúduló csapások alatt fokozatosan megtört, gyomorbántalmak támadták meg, s a betegség hamarosan sírba vitte. Végakaratának megfelelően Milánóban (Cimitero monumentale) nyugszik fia mellett abban a sírban, amelyet saját maga tervezett számára. Amikor özvegye 1949-ben meghalt, őt is melléjük temették el.

## Tevékenysége

### Műemlékvédelem
A 19. század során az arab-iszlám műemlékek állapota rohamosan romlott Egyiptomban. Ezt a folyamatot megállítandó, Taufík (Tawfīq) kedive 1881-ben megalapította az Arab-Iszlám Építészeti Emlékek Műemlékvédelmi Bizottságát (Comité de conservation des monuments de l’art arabe), amelyben Herz Miksa 1887-ben megörökölte a nyugalomba vonuló Franz pasa helyét, majd pedig 1890-től betöltötte a speciálisan a számára létrehozott főmérnöki posztot is.  A Comité élén elnökként a mindenkori vakfminiszter állt s a fontosabb döntések a részben egyiptomi, részben európai tagok által alkotott Comité ülésein születtek meg, ám a tényleges vezetés az ügyeket nagy szaktudással és hallatlan munkabírással napi szinten folyamatosan irányító főmérnök kezében volt. A Comité hamarosan a kopt műemlékekre is kiterjesztette működését. Az Egyiptomban alapvető jelentőséggel bíró fáraókori emlékek műemlékvédelmét egy másik állami szerv látta el. Herz Miksa negyedszázadon át (1890-1914) vezette a Comitét, s ebben a minőségében döntő szerepet játszott az arab-iszlám és kopt műemlékek védelmében. Számos műemlék fönnmaradását neki köszönhetjük, míg a restaurált műemlékek esetében többé-kevésbé ő határozta meg ezeknek a műemlékeknek a mai megjelenési formáját. Páratlanul kiemelkedő tevékenysége, egyben közszeretetnek örvendő egyénisége általános elismertséget szerzett neki; működését mind a mai napig példamutató jelentőségűnek tartják Egyiptomban. Herz tevékenységében a „stílszerű restaurálás” elve dominált. Ez az elv egyrészt azt jelentette, hogy az egységes stílus követelményét szem előtt tartva egy adott építményről eltávolították a későbbi hozzáadásokat és változtatásokat, másrészt pedig ez az elv azt írta elő, hogy az építményt eredeti, sőt lehető legnagyszerűbb, mintegy „ideális” alakjában állítsák helyre, amelyben talán nem is létezett sohasem (Viollet-le-Duc). A műemlékvédelem elmélete terén jelentkező másik végletet az a nézet képezte, mely szerint bármiféle helyreállítás elkerülendő; egy műemlék esetében csak az aktuálisan meglévő maradványok, illetőleg állapot megőrzése, konzerválása megengedett. Herz a stílszerű helyreállítás elvének híve volt, ámde azt nagy visszafogottsággal, óvatosan, jó ízléssel gyakorolta. Ebben közrejátszott az a körülmény is, hogy a Comité rendelkezésére álló anyagi források meglehetősen szűkösek voltak. Ezért teljeskörű helyreállításra csak csekély mértékben volt lehetőség, minthogy a Comité már viszonylag korán azt az elvi döntést hozta, hogy anyagi forrásait inkább a még meglévő műemlékek megmentésére fordítja, amelyeknek a helyreállításáról egy későbbi, gazdagabb és boldogabb kor gyermekei fognak majd gondoskodni.

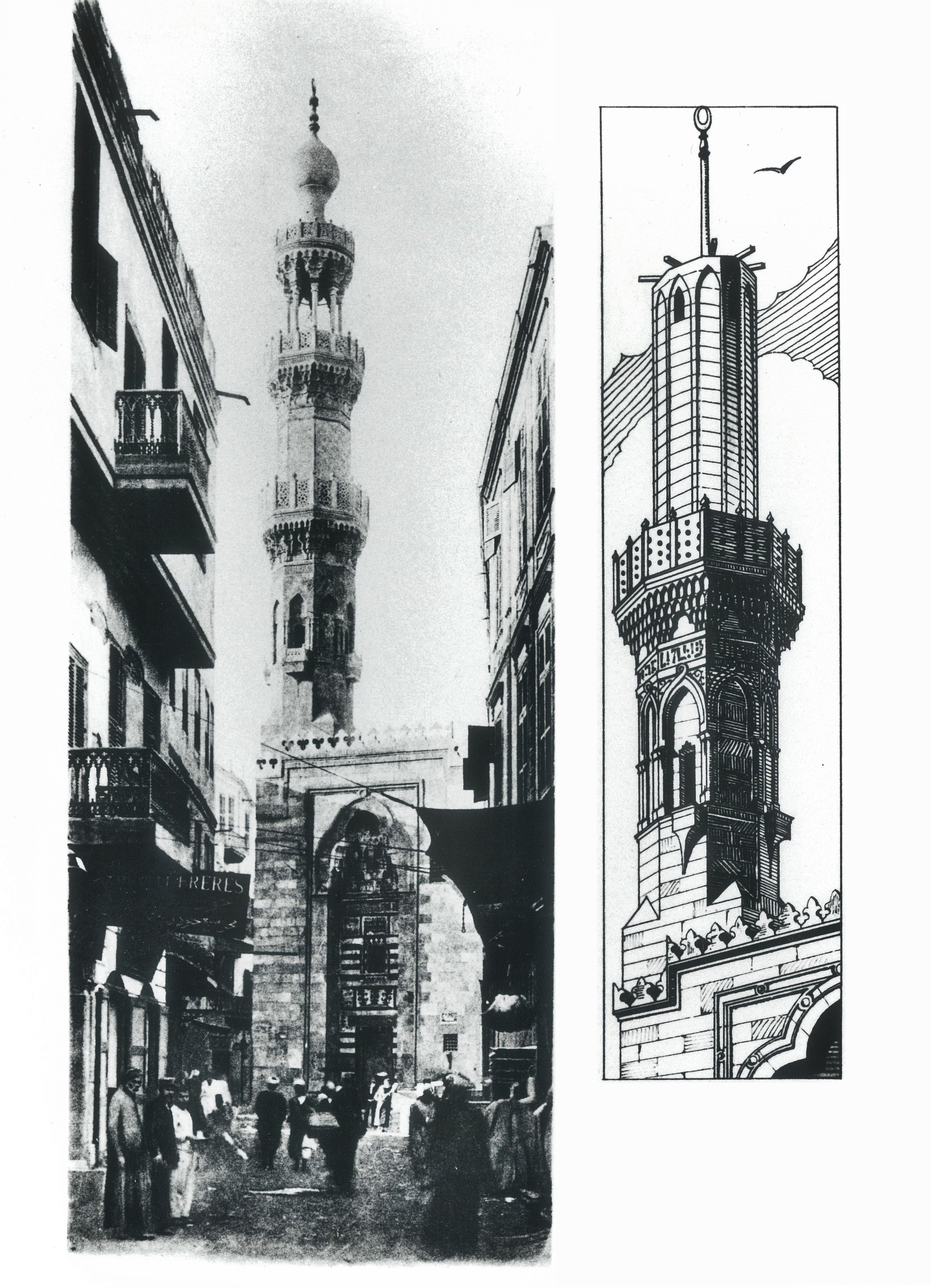
Kádi Jahja Zajn ad-Dín mecsetjének minaretje restaurálás előtt és után. A minaret hiányzó részének rekonstrukciójára analógiás alapon került sor, minthogy nem állottak rendelkezésre adatok eredeti kinézetére vonatkozóan.

Herznél a stílszerű helyreállítás elve azt jelentette, hogy olyan korok esetében, amelyeknek az építészetéről a fönnmaradt számos emléknek köszönhetően alapos ismeretekkel rendelkezett, egy-egy esetben megengedhetőnek tartotta olyan elemek analógiás alapon történő helyreállítását is, amelyeknek az eredeti alakjára vonatkozóan nem álltak rendelkezésére hitelt érdemlő adatok. Ez volt a helyzet példának okáért a késői vagy más néven cserkesz mamlúk-kor (1382-1517) esetében, amelyet sok mecset képvisel Kairóban mind a mai napig. Herz korát megelőzően ezeknek az egyébként páratlan szépségű építményeknek a kecses minaretjei időnként ledőltek, vagy veszélyességük okán lebontották őket, ámde minthogy sok volt belőlük és ily módon jól ismert típust képviseltek, Herz analógiás alapon olyan példányokat is helyreállított közülük, amelyeknek az eredeti alakjáról nem rendelkezett részletes adatokkal. Ugyanakkor óvakodott így eljárni például fátimida-kori (969-1171) építményeknél, minthogy a műemlékek csekély száma okán keveset tudunk a fátimida építészetről. Így például midőn az Akmar-mecsetet (Aqmar; 519/1125) restaurálta, érintetlenül hagyta a mecset mamlúk-kori, szerény kvalitású minaretjét (1397 vagy 1412), amely nyilvánvalóan a valamikor megsemmisült eredeti minaretet volt hivatva pótolni, minthogy a mecset eredeti minaretjéről nem állt rendelkezésére semmiféle adat. (Utódai már nem voltak ennyire visszafogottak, midőn például helyreállították, sőt újjáépítették asz-Szálih Talái [aṣ-Ṣāliḥ Ṭalāʾiʿ; 555/1160] vezír mecsetjét, amelynek eredeti, fátimida-kori formájáról roppant kevés adat állt rendelkezésre.) A stílszerű helyreállítás által megkívánt kiegészítések alkalmazását egyébként az a körülmény is parancsolólag előírta, hogy ezeket a mecseteket azzal a céllal állították helyre, hogy azok a későbbiekben is a vallásgyakorlatot szolgálják. Márpedig a mecsetekhez bizonyos alkotóelemek (pl. kút, pulpitus) mindenképp hozzátartoztak s a hívek szempontjából elengedhetetlenek voltak, ezért föltétlenül pótlásra szorultak, függetlenül attól, hogy eredeti alakjuk ismert volt-e avagy sem.

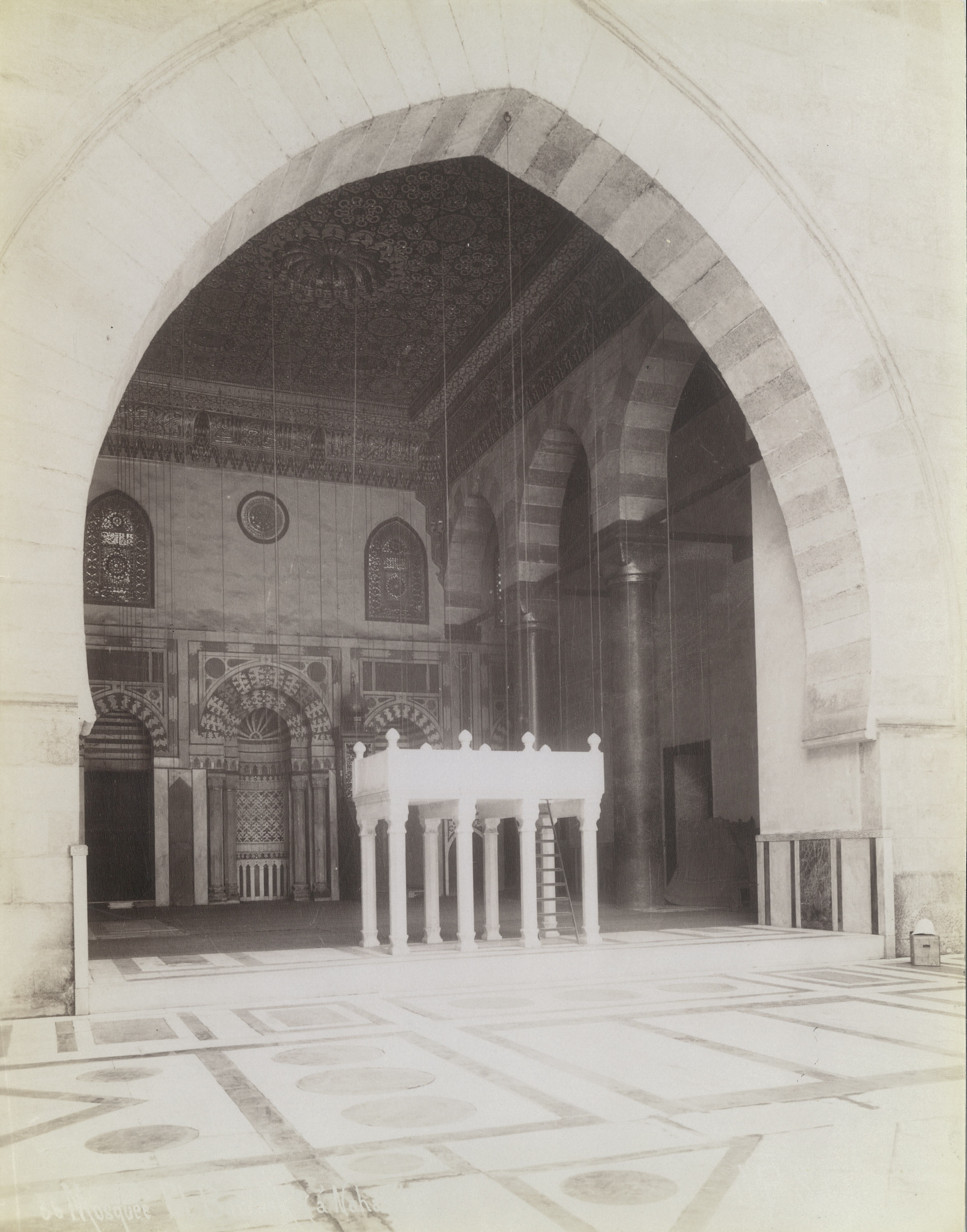
Pulpitus (dikka) Barkúk szultán mecsetjében.

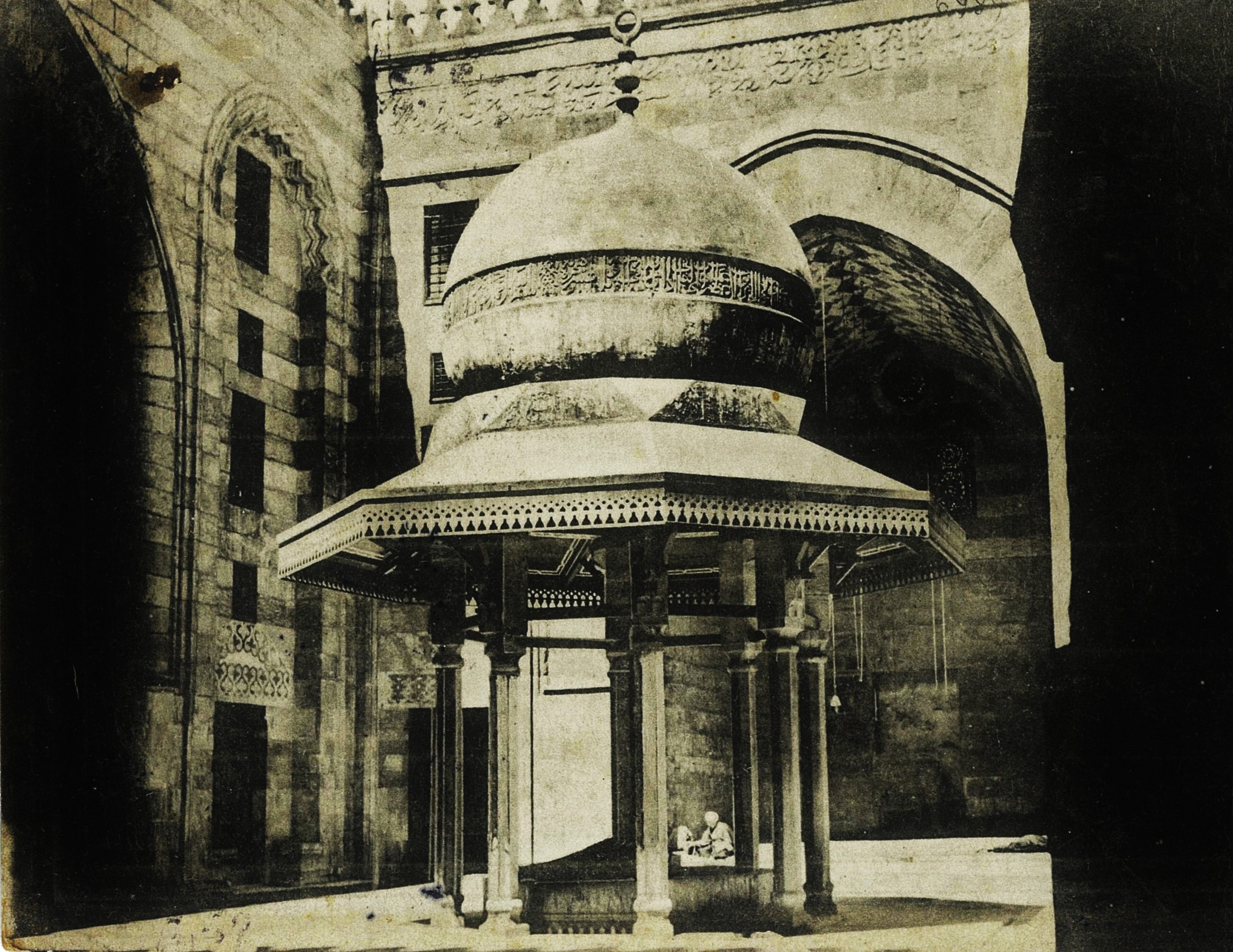
Kút Barkúk szultán mecsetjében. Herz analógiás alapú rekonstrukciói, minthogy nem állottak rendelkezésre adatok eredeti alakjukra vonatkozóan.

A műemlékvédelemről, illetőleg a műemlékek helyreállítása során követendő elvekről és gyakorlatról azóta is élénk vita folyik szerte a világban, melyben nemritkán az adott körülményektől függően akár gyökeresen eltérő álláspontok is érvényre jutnak.  Mindazonáltal működésében a Comité a legmagasabb európai színvonalat képviselte, az Európában akkor legmodernebbnek számó elveket alkalmazta. A Herz pasa vezetése alatt folytatott gyakorlatot Egyiptomban mind a mai napig példamutatónak tartják, s valójában ma is az akkor elfogadott elveket követik. Egy ilyen ellentmondásos kérdésben természetesen különböző vélemények is hangot kapnak, különös tekintettel arra a körülményre, hogy tevékenységét Herz idejében a Comité az angol megszállás alatt álló Egyiptomban fejtette ki, ámde a mérvadó modern szakirodalom kiemeli a Comité működésében megjelenő magasfokú professzionalizmust, alaposságot és gondosságot. Egy mai gyakorló egyiptomi műemlékvédő építész írja az egyik fátimida városkapunak, a Báb Zuvejlának (Bāb Zuwayla; 485/1092) a közelmúltban történt restaurálása kapcsán: „Szándékosan vettem be sok apró részletkérdést a Comité eljárásának ismertetésébe, mert meggyőződésem szerint ezek segítenek kivédeni elsietett elvi és politikai ítéleteket a Comité tevékenységére vonatkozóan. Egy ilyen adathalmaz nemcsak a Báb Zuvejla történetének, hanem a Comité működési módszereinek megértéséhez is elengedhetetlenül szükséges. Azt a szeretetet és gondosságot, amelyben ezek a műemlékek részesültek a Comité működése révén, azt az aprólékos, gondos professzionalizmust, amely tagjainak munkáját irányította, valamint fáradozásaik őszinteségét, gyakorta alábecsülik.” Tevékenységét a Comité gondosan archiválta. Ez az anyag ma is megvan; tudományos kutatása épp csak hogy megkezdődött. Tevékenységéről a Comité évkönyvet (Bulletin) adott ki francia nyelven (ld. alább); az évkönyveket arabra is lefordították.

#### Herz Miksa teljes restaurálásai[14]
- Báb Zuvejla (Bāb Zuwayla; 485/1092), a fátimida Kairó déli városkapuja
- Akmar-mecset (al-Aqmar; 519/1125)[15]
- Kaláún szultán komplexuma (Qalāʾūn; 683-684/1284-1285; mauzóleum, mecset-madrasza, kórház)[16]
- Máridáni emír mecsetje (al-Māridānī; 739-740/1339-1340)
- Szultán Haszan-mecset (Ḥasan; 757-764/1356-1362) – ezt sokan Kairó, sőt az egész arab-iszlám világ legnagyszerűbb építményének tartják[17]
- Barkúk szultán mecsetje (Barqūq; 786-788/1384-1386) a Rézművesek bazárjában[18]
- Jahja Zajn ad-Dín kádinak az Azhar közelében álló mecsetje (Yaḥyā Zayn ad-Dīn; 848/1444)
- Kájitbáj szultán sírmecsetje (Qāyitbāy; 877/1472) az Északi Temetőben[19]
- Kájitbáj szultán városbeli mecsetje (880/1475)
- Gánim al-Bahlaván emír mecsetje (Ġānim al-Bahlawān; 883-916/1478-1510)[20]
- Abu Bakr ibn Muzhir mecsetje (Abū Bakr ibn Muzhir; 884/1479-1480)
- Kigmász al-Iszháki mecsetje (Qigmās al-Isḥāqī; 885-886/1480-1481)
- Gamál ad-Dín ad-Dahabi kereskedő háza (Gamāl ad-Dīn aḏ-Ḏahabī; 1047/1637) – ennek a fönnmaradását is neki köszönhetjük
- Abd ar-Rahmán kathudá nyilvános kútból és elemi iskolából álló együttese (ʿAbd ar-Raḥmān Katḫudā; 1157/1744).[21]

Jelentős helyreállítási munkálatokat végzett Herz Miksa az Azhar-mecseten (al-Azhar; 359-361/970-972), továbbá neki köszönhetjük az Alexandriában álló Kájitbáj-erőd (Qāyitbāy; 881/1477) fennmaradását is, amelyet a nagy mamlúk szultán az ókori alexandriai világítótorony, a Fárosz alapjaira emeltetett a 15. században.
- Asz-Szálih Talái fátimida kori mecsetjének udvara balról a bejárattal és rajta a minarettel, amelyet 1923-ban lebontottak. A háttérben föltűnik Muajjad Sajh mecsetjének a Báb Zuvajlán álló két csonka minaretje
- A Báb Zuvajla fátimida kori kapu, amelyre később ráhelyezték al-Muajjad Sajk szomszédos mecsetjének iker minaretjeit. Herz restaurálta a kaput és a pompás minareteket is. Képeslap 1925k
- Az Akmar-mecset homlokzatának felszabadítása. A teljes homlokzatot kereskedőbódék fedték be, amelyeket Herznek és a Comiténak sikerült hosszú és nehéz jogi folyamat során eltávolítania a baloldalon.
- Az Akmar-mecset homlokzata a felszabadítást követően.
- Kaláún szultán mauzóleuma a kereskedőbódékkal a restaurálás előtt.
- Kaláún szultán mauzóleuma. Terv a kupola rekonstrukciójához.
- Kaláún szultán mauzóleumának belseje a restaurálási munkálatok után.
- Herz terve Kaláún szultán főiskola-mecsetjének restaurálásához, amelyet már kiutasítása után Zürichben készített 1919-ben. Végül nem az ő elképzelése valósult meg.
- Kaláún szultán mauzóleuma. A homlokzat a restaurálást követően.
- Máridáni emír mecsetjének udvara a restaurálás előtt.
- Máridáni emír mecsetjének udvara a restaurálás alatt. Az udvar északi része a minarettel.
- Máridáni emír mecsetjének udvara a restaurálás után.
- Szultán Haszan mecset-madraszája restaurálás előtt.
- Szultán Haszan mecsetje a restaurálást követően a Rifái-mecsettel.
- Barkúk szultán madrasza-mecsetje restaurálás előtt.
- Kájitbáj szultán sírmecsetje restaurálás előtt.
- Kájitbáj szultán sírmecsetje restaurálás után.
- Gamál ad-Dín ad-Dahabi házának díszterme (káa) restaurálás után.
- Az Azhar-mecset udvara. A balról látható késői toldalék-építményt Herz eltávolította, valamint az udvar körül futó befalazott árkádokat felszabadította.
- Az Azhar-mecset udvara a restaurálás után.

### Az Arab Múzeum első igazgatója

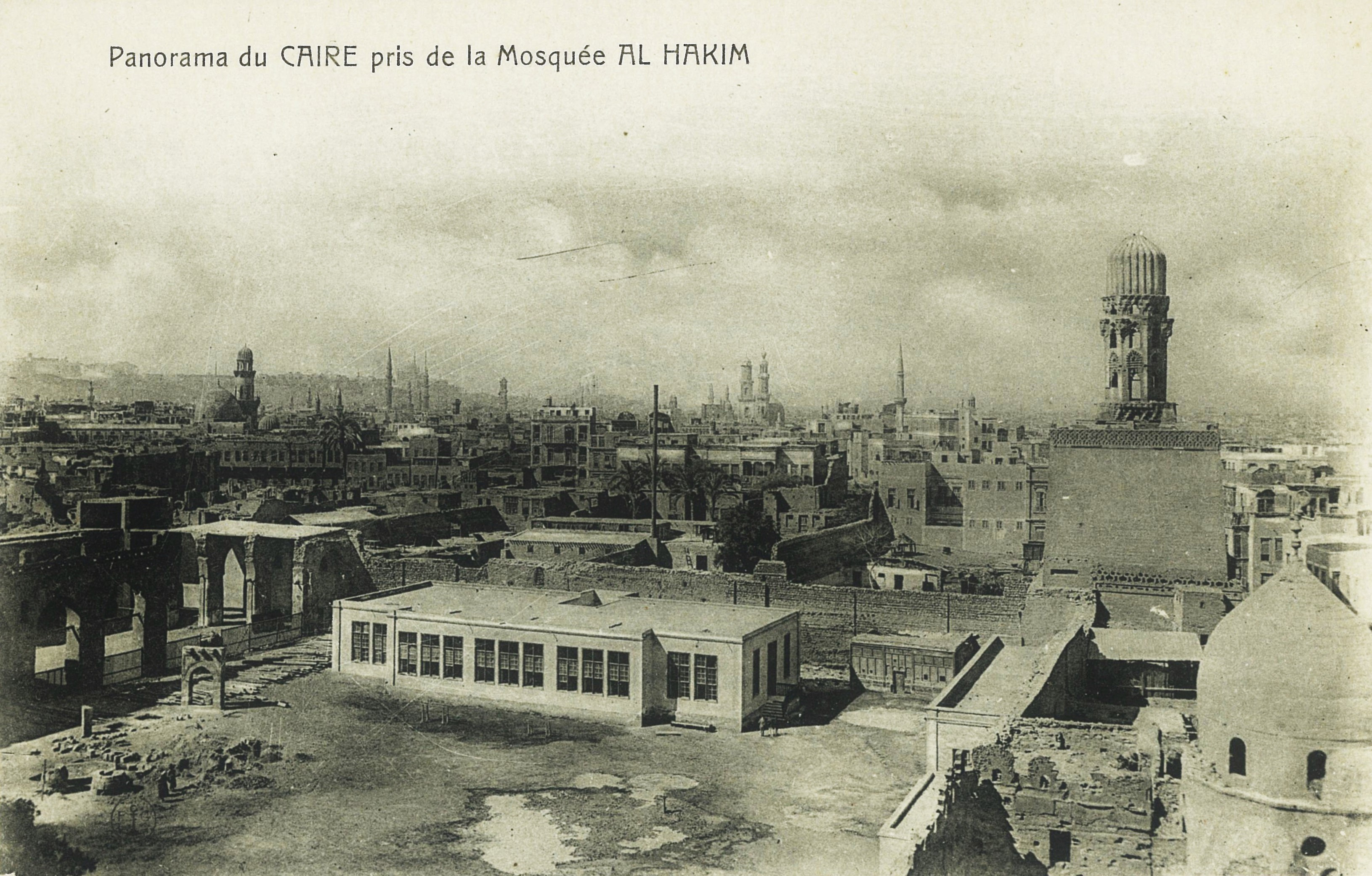
Az Arab Múzeum régi épülete a romos Hákim-mecsetben.

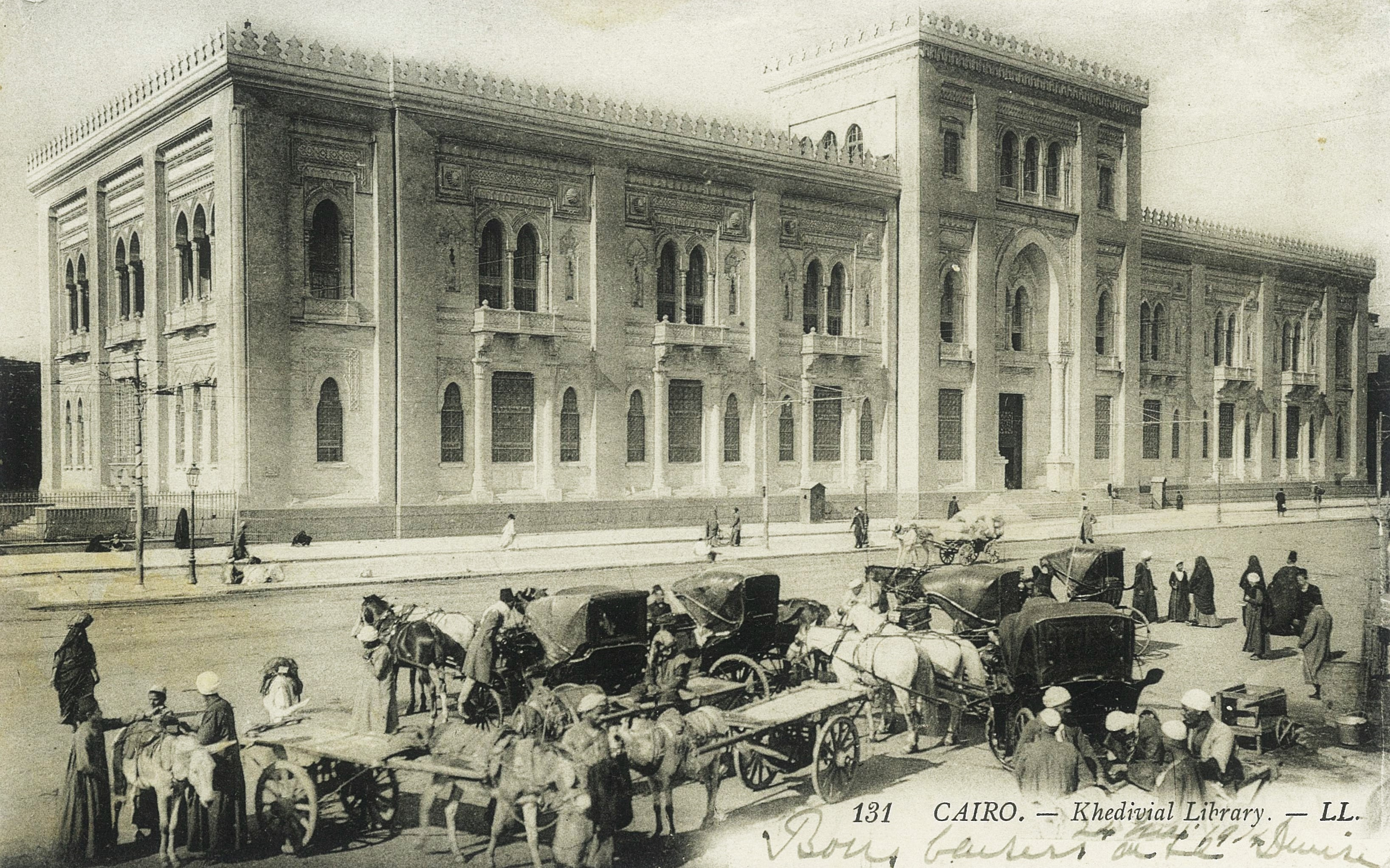
Az Arab Múzeum új épülete. Az épület emeletén az Alkirályi Könyvtár nyert elhelyezést.

Taufík (Tawfīq) kedive 1880-ban megbízta Julius Franz pasát az Arab Múzeum (ma: Iszlám Művészeti Múzeum) megalapításával. A múzeum felügyeletét 1892-ben Herz Miksára bízta a Bizottság, majd 1902-ben a múzeum első igazgatójának is kinevezték. Erre a múzeum új épületének megnyitása alkalmából került sor, amelyet Alfonso Manescalco olasz építész tervezett. Egészen addig a múzeum anyaga a romos Hákim-mecsetben (al-Ḥākim; 380-403/990-1013) fölállított épületekben volt ideiglenesen elhelyezve, s igazgató sem állt az élén. Herz Miksa megjelentette a gyűjtemény katalógusát két kiadásban francia nyelven. Mindkettőt kiadták angol fordításban is, és a második kiadás arab fordításban is megjelent. Ezek a kiadványok a tárgyak leírása mellett az arab-iszlám művészettörténet tömör ismertetését is tartalmazzák a múzeum anyagában képviselt területek szerint, így a maguk korában kiemelkedő tudományos értékkel bírtak, de ma is haszonnal forgathatók.

### A Kopt Múzeum megalapítása
Az általánosan elterjedt nézet szerint az Ókairóban álló Kopt Múzeumot Murkusz Szimajka (Marcus/Murqus Simayka) pasa kiemelkedő kopt közéleti személyiség alapította, aki azután egészen haláláig a múzeum igazgatói posztját is betöltötte.
Ahhoz semmilyen kétség nem fér, hogy Szimajka pasa hosszú időn át végzett fáradhatatlan és áldozatos tevékenységének köszönhetően vált a múzeum azzá a kiemelkedő intézménnyé, amely ma az egész világon ismertségnek és elismertségnek örvend, ám az újabb kutatások fényében a korabeli dokumentumok nem támasztják alá a múzeum megalapításának ma elterjedt narratíváját. A leginkább autentikus verzióban, amely évtizedekkel az események után írott visszaemlékezéseiben olvasható, Szimajka pasa részletesen leírja, hogy pontosan milyen körülmények között alapította meg a múzeumot 1908 telén azzal a céllal, hogy megmentsen nagyértékű liturgikus ezüsttárgyakat, amelyeket a pátriárka pénzzé akart tenni. Elbeszélése szerint ekkor V. Cirill pátriárka Szimajka pasa javaslatára kijelölt egy helyiséget, hogy ott raktározzanak el védelemre szoruló kopt régiségeket.  Ámde a Comité Bulletinjeiből az derül ki, hogy erre a lépésre már tíz évvel korábban sor került, midőn Herz Miksa hivatalos levélben fordult ebben ügyben a Közmunkaügyi és Közoktatási miniszterhez, Huszajn Fahri (Ḥusayn Faḫrī) pasához, s a Comité 1898. január 4-én tartott ülésén VII. napirendi pontként felolvasták a levelét.  Herz azt kérte, jelöljön ki egy helyiséget a Pátriárka, ahol őrizhetik a védelemre szoruló kopt régiségeket, ily módon létrehozva egy kopt múzeumot. Ezt követően a Comité nevében Herz és a Comité egyik kopt tagja, Hanna bej Báhúm (Ḥannā Bey Bāḫūm) tárgyalásokat kezdett a Pátriárkával, aki kijelölt egy részt a Muallaka-templom (al-Muʿallaqa; 3. sz.) komplexumában erre célra. Szimajka pasa ekkor még nem volt a Comité tagja. Ily módon Herz Miksát kell a múzeum megalapítójának tekintenünk. Ezzel egybehangzóan nyilatkozik az 1930-as évek közepén írott visszaemlékezéseiben Gallíni Fahmi (Qallīnī Fahmī) pasa kiemelkedő kopt állami hivatalnok is, aki rendkívül hosszú élete során öt uralkodót szolgált híven különböző állami posztokon, és aki mindig nagy figyelemmel követte a kopt közösség életét. Nagy elismeréssel szól Murkusz Szimajka pasa elévülhetetlen érdemeiről a múzeum felvirágoztatása kapcsán, ámde a múzeum megalapítását egyértelműen Herz Miksának tulajdonítja. Egyébként Szimajka pasa másutt más dátumot és más körülményeket említ: 1920-ban, majd 1929-ben a múzeum megalapítását az 1895 körüli évekre teszi s egészen más körülményeket ír le, amelyek között annak idején ő maga megtette ezt a lépést.  Ugyanakkor Herz levelét és az ahhoz kapcsolódó lépéseket seholsem említi.
A források alapján úgy tűnik, hogy a múzeum ügye csak csekély mértékben haladt előre az I. világháború kitörését megelőző években, s lényeges fejlődés az I. világháború után, már Murkusz Szimajka pasa igazgatása alatt következett be, amikor a múzeum önálló épületet is kapott. Megjegyzendő, hogy már az I. világháború előtt a Comité műszaki irodája Herz irányítása alatt terveket készített a múzeum épülete számára, ám később nem ezek a tervek kerültek megvalósításra. Emberileg Szimajka és Herz nagyon jó, sőt bizalmas kapcsolatban állt egymással. A Comitéról szólván Szimajka igen pozitívan nyilatkozik Herzről az önéletrajzában, ám a Kopt Múzeummal kapcsolatban nem említi a nevét.

### Az építész
Herz magánépítészként is működött Kairóban, ám ez irányú tevékenységéről keveset tudunk. Arab nekrológusa, aki Herz korábbi beosztottjaitól szerezte információit, több mint 150 épületet említ Kairóban, amelyek különböző stílusokban készültek: többnyire „arab stílusban”, részben azonban nyugati, többek között neogótikus stílusban is.  Noha ez a szám egyáltalán nem tekinthető magasnak egy építész teljes oeuvre-jét tekintve – Hild József 917 épületet tervezett –, figyelembe véve Herz elfoglaltságát a műemlékvédelem terén, valamint azt a körülményt, hogy alig néhány épületről van tudomásunk, fenntartásokkal kell kezelnünk ezt a számot. Herz maga szinte sohasem írt erről a kérdésről, s az özvegye által papírra vetett életrajzokban is csak néhány épület szerepel.

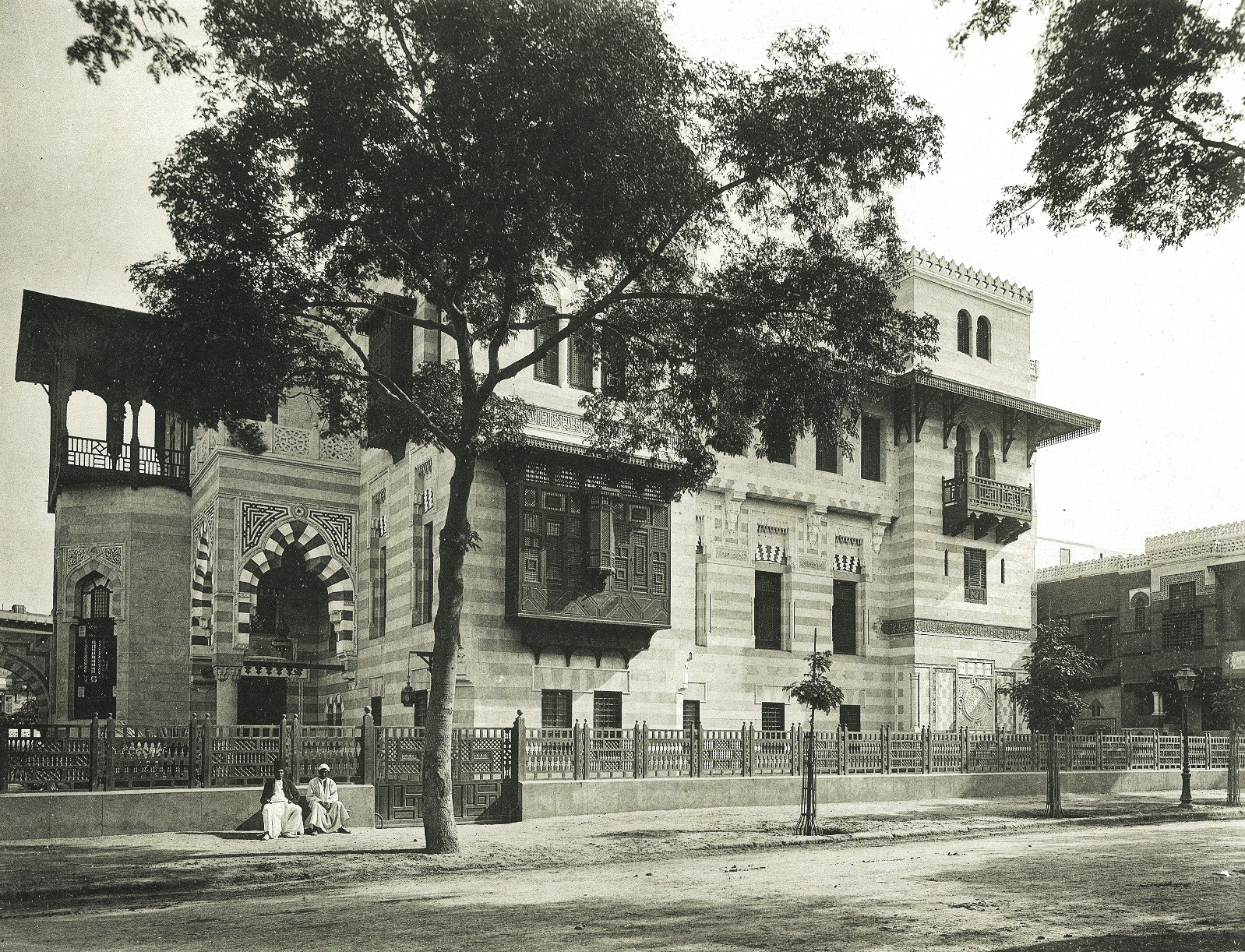
Zogheb gróf villája.

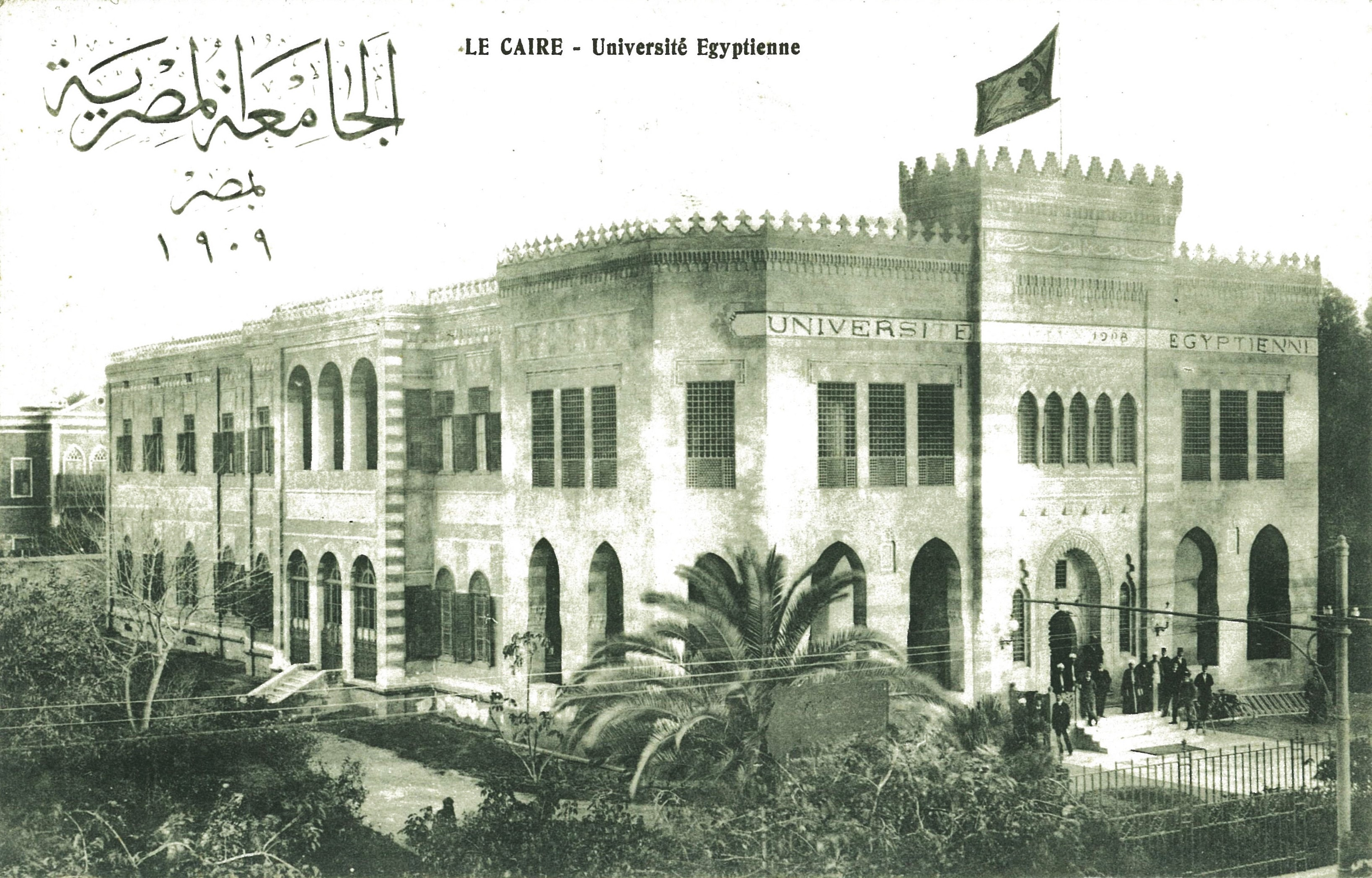
A Gianaclis-villában mint bérlő kezdte meg működését 1908-ban az Egyiptomi Egyetem. A villát 1919-ben megvásárolta a Kairói Amerikai Egyetem.

Herz Miksa neve szorosan összefonódott a neomamlúk stílussal. Ez az ekkoriban Európában divatos historizmus keretén belül szárba szökő neo-stílusok kontextusában megfogant építészeti irányzat az egyiptomi történelemben kiemelkedő fontosságú mamlúk-kor stílusát eleveníti föl, egy olyan korszakét, amelyben Egyiptom a Közel-Kelet és Észak-Afrika leghatalmasabb államalakulata volt, amelynek tündöklő fővárosához, Kairóhoz nem volt fogható város sem Európában, sem a Közel-Keleten. Ez a dicsőséges múltat életrekeltő stílus gyorsan népszerűvé vált Egyiptomban, s a bimbózó nacionalizmus eszmerendszerében egy nemzeti építészeti stílus szerepét is betöltötte. Herz Miksát a stílus legkiválóbb szaktekintélyeként tartották számon a korabeli Egyiptomban, noha magának a stílusnak a megalkotása nem az ő nevéhez fűződik. (Erre a stílusra utalt feljebb egyiptomi nekrológusa az „arab stílus” elnevezéssel.) Ebben a stílusban építette föl Herz Miksa Zogheb (Zuġayb) gróf dán konzul palotáját Kairó modern városnegyedének Kaszr an-Níl (Qaṣr an-Nīl) útján. A pompás építményt az 1960-as években lebontották.  Nem messze tőle áll az az eredetileg valószínűleg neoreneszánsz stílusú villa, amelyet a 19. század végén megvásárolt Nestor Gianaclis cigarettagyáros. Az ő megbízásából Herz Miksa átépítette a villát neomamlúk stílusban. Az ma is áll: a Kairói Amerikai Egyetem (American University in Cairo) egyik központi épülete a Tahrír (Taḥrīr) téren.
Hasonlóképpen a neomamlúk stílust képviseli a Rifái-mecset (al-Rifāʿī), amelyet II. Abbász Hilmi kedive megbízásából Herz Miksa fejezett be 1906 és 1912 között. A mecset építése 1870 táján kezdődött Husjár hánim (Ḫūšyār hānim), Iszmáíl (Ismāʿīl) kedive kegyes édesanyja megbízásából Huszajn Fahmi (Ḥusayn Fahmī) egyiptomi építész tervei alapján. Ám technikai és anyagi nehézségek miatt a munkálatok 1880 táján abbamaradtak, s negyedszázadon át hatalmas torzó magasodott a Szultán Haszan-mecset (Ḥasan; 757-764/1356-1362) tőszomszédságában. Amennyire lehetséges volt, Herz híven követte az ekkorra már elhunyt tervező elképzeléseit, akihez szoros személyes szálak is fűzték korábban, ám az eredeti tervek nem voltak föllelhetők, így gyakran kellett saját ötleteire hagyatkoznia. Az alkirályi család több tagjának nyughelyéül is szolgáló népszerű mecset méltó formában történt befejezése nagy személyes és szakmai sikert jelentett Herz Miksa számára.  Ennek köszönhetően került sor a civil ranglétrán való további előrelépésére 1913-ban, amelynek következtében jogosulttá vált a „pasa” megtisztelő cím használatára; addig a „bej” titulus járt neki.

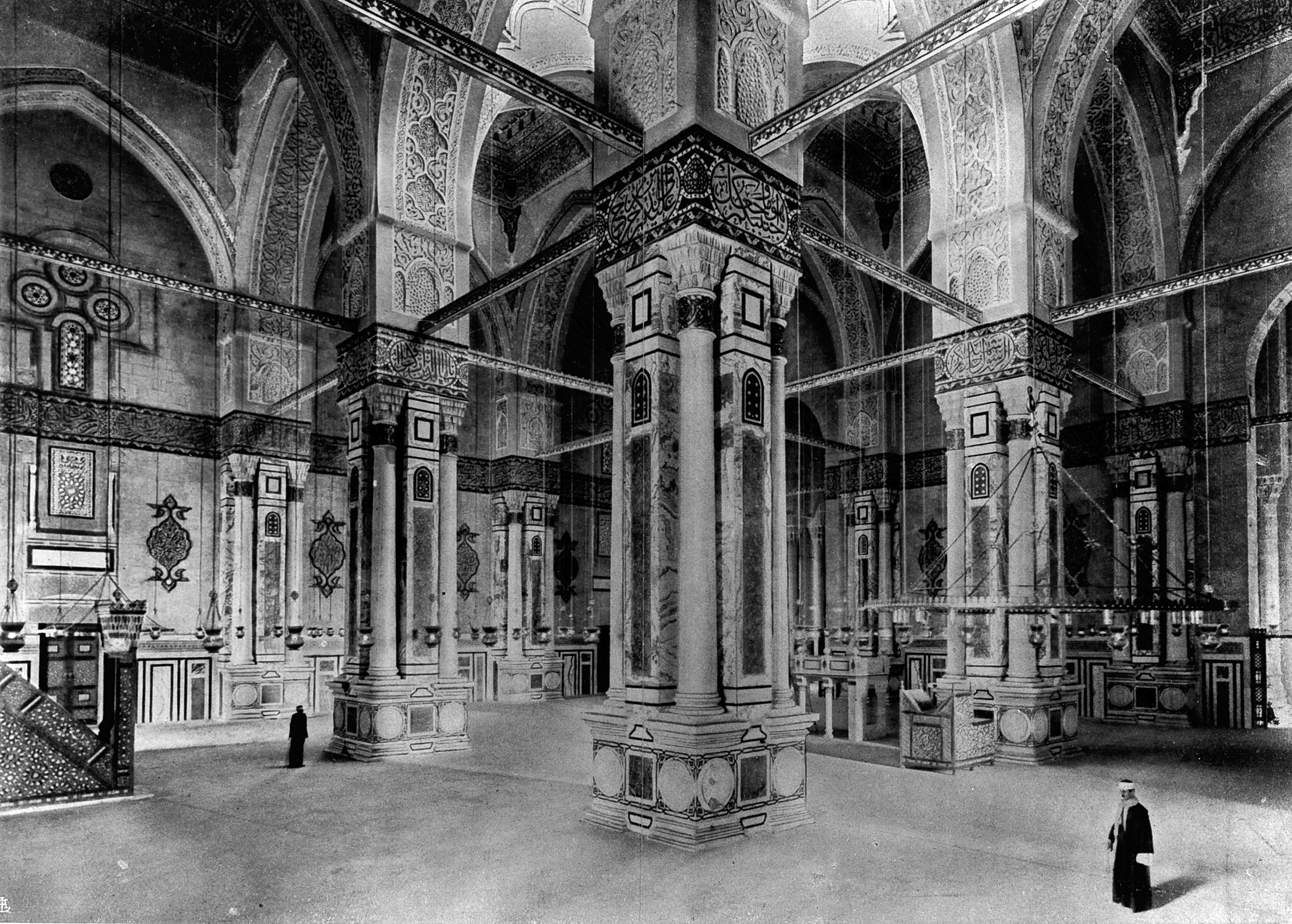
A Rifái-mecset belseje

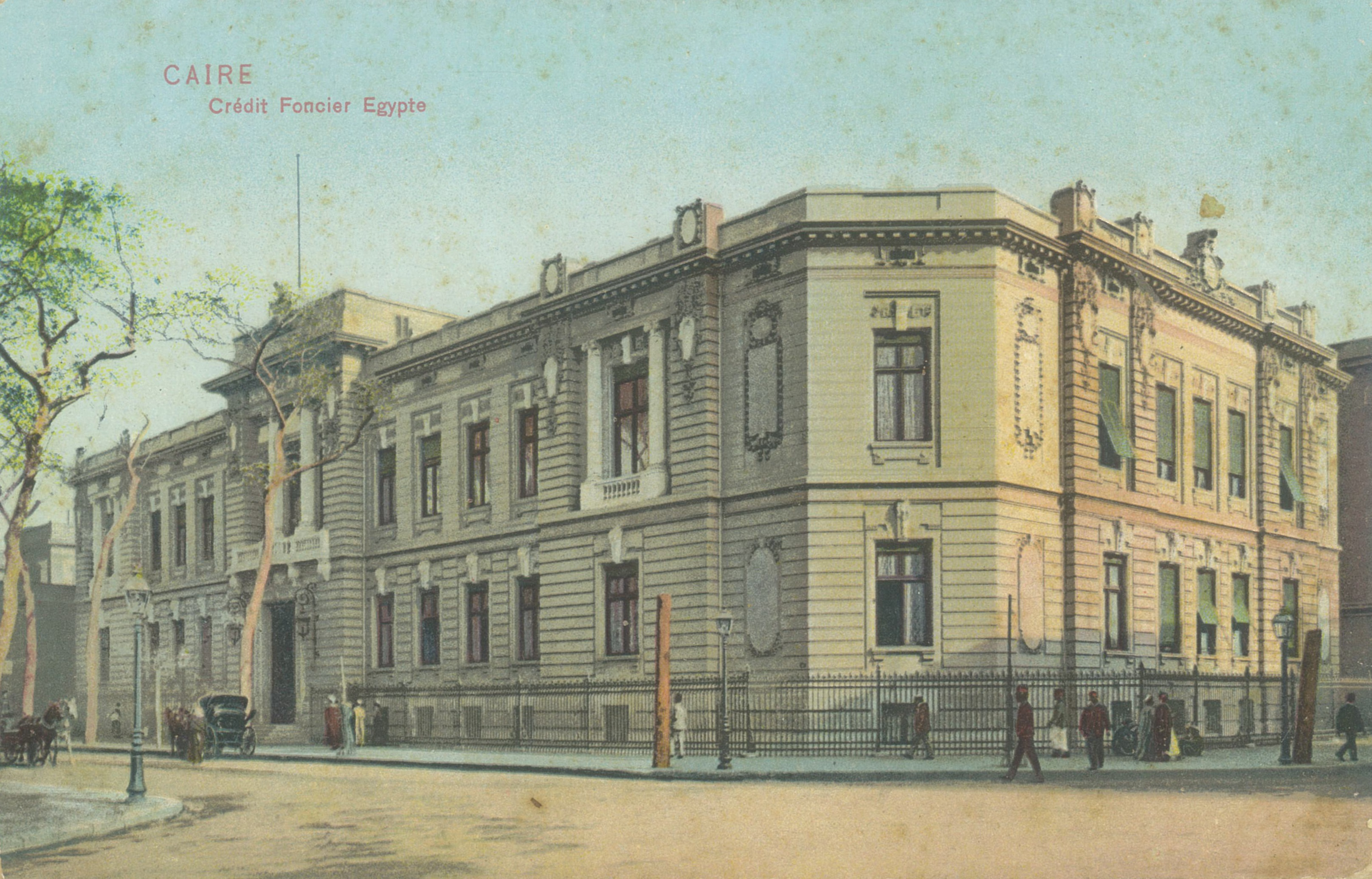
A Crédit Foncier Égyptien épülete.

Neomamlúk utalások voltak felfedezhetők Herz Miksa saját maga tervezte villáján is a Barakát sejk- (Šayḫ Barakāt-) (ma: Kamál ad-Dín Szaláh-[Kamāl ad-Dīn Ṣalāḥ-]) utca 19. szám alatt; a villát már régen lebontották.
Herz építette föl Beaux-Arts-stílusban az egykori Crédit Foncier Égyptien bank épületét 1902-1903-ban nem a saját, hanem valószínűleg Carlo Prampolini olasz építész tervei alapján. Az épület ma is áll Kairó modern városközpontjában az Abdalhálik Szarvat (ʿAbd al-Ḫāliq Ṯarwat) és Mohammad bej Faríd (Muḥammad Bey Farīd) utca sarkán.
Anton Battigelli olasz építésszel együttműködve Herz bővítéseket hajtott végre 1898-ban az egykori Osztrák-Magyar Rudolf-Kórház (Ospedale Rodolfo) épületén az Abbászijja-(ʿAbbāsiyya-) negyedben (9a Sária al-Maszúd [Šāriʿ al-Masʿūd], Mídán Abduh Básá [Mīdān ʿAbduh Bāšā] szomszédságában). A szerény kvalitású épületet azóta többször átalakították. 1997-ben a Faggala Evangelical Church közösségi házaként orvosi rendelő, ipariskola, keresztény klub, valamint irodák voltak benne.
Herz Miksa tervei alapján készült az 1893. évi chicagói világkiállítás „Kairói utcája” (Cairo Street), s ő felügyelte az építészeti munkálatok befejezését is a helyszínen. Ez nem egy adott kairói utca mása volt, hanem egy nem-időtálló anyagokból készült építészeti együttes, amelyet tipikus kairói elemekből alkotott meg tervezője azzal a céllal, hogy az híven felidézze a közel-keleti metropolisz arculatát és hangulatát. Ezt elősegítette nagyszámú kairói lakos valamint különböző állatok (tevék, szamarak, kígyók) jelenléte, ami a projekt élethűségét emelte. Az elképzelés maga nem volt új, hanem ebben a korban népszerű építménytípust képviselt. (Magyarországon ebbe a körbe tartozott a millenniumi ünnepségek kapcsán felépített „Ősbudavára” és „Konstantinápoly Budapesten” mulatónegyed, valamint a népszerűsége okán később időtálló anyagból újraépített „Vajdahunyad vára” installáció a Városligetben.) A Kairói utca óriási sikert aratott; általában úgy tartják, hogy az egyébként is nagysikerű világkiállítás legnépszerűbb része volt.

### Fontosabb tudományos publikációk

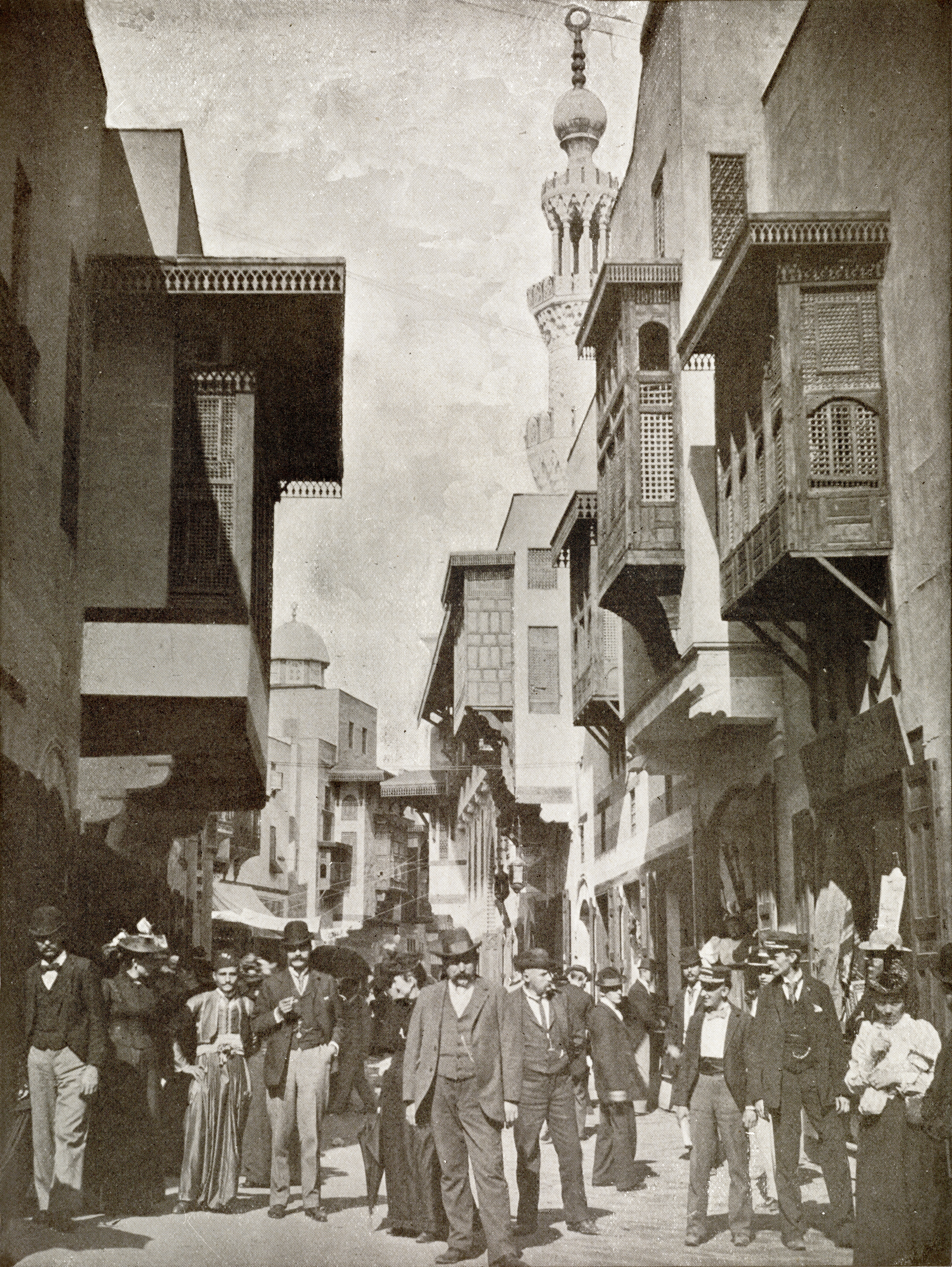
A „Kairói utca” a Chicagói világkiállításon 1893-ban.

Herz Miksa kiváló építészettörténész volt, ám nagyfokú gyakorlati elfoglaltsága megakadályozta abban, hogy tehetségének és vágyainak megfelelően kiteljesedjék ezen a téren. Ugyanakkor minden egyes műve figyelemre méltó, minthogy egy nagytehetségű, kiváló képzettségű építész írta, aki 35 éven át Kairó építészeti emlékei között élt, folyamatos interakcióban, állandó „párbeszédet” folytatva velük, emellett sokukon átfogó munkálatokat is végzett, s ily módon sok fontos információhoz jutott, olyan áttekintésre tett szert, amilyen másoknak aligha adatott meg. Még legrövidebb cikke is tartalmaz olyan fontos forrásértékű adatot, amit másutt hiába keresünk. Az alábbiakban legfontosabb publikációit soroljuk föl rövid megjegyzések kíséretében.

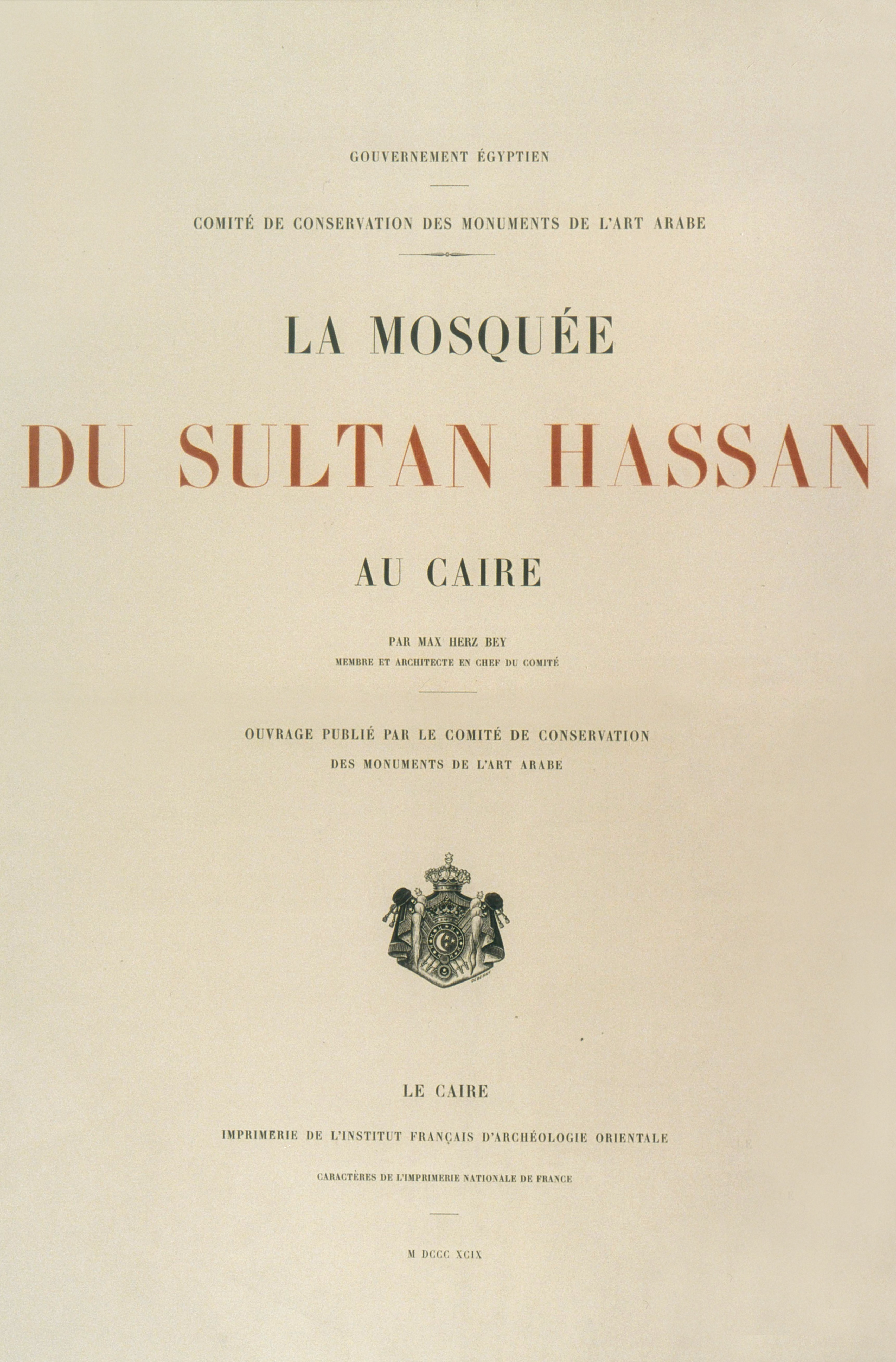
A Szultán Haszan-mecsetről szóló monográfia címlapja.

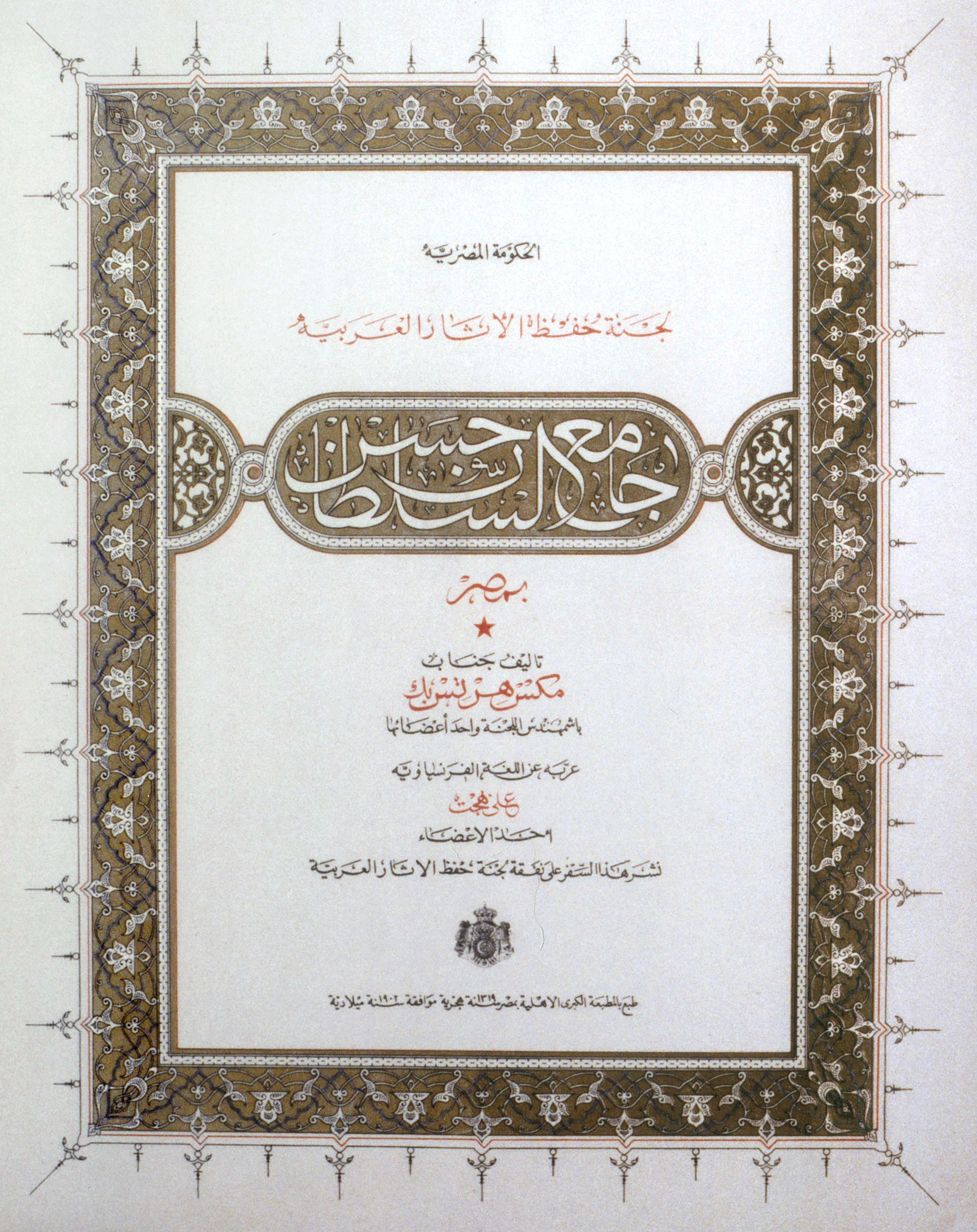
A Szultán Haszan-mecsetről szóló monográfia arab kiadásának címlapja.

1. A hatalmas összegeket felemésztő átfogó rekonstrukciót előkészítendő, fólió-méretű monográfiát írt a kairói Szultán Haszan-mecsetről (Ḥasan; 757-764/1356-1362), amelyet Kairó, sőt sokan az egész arab-iszlám építészet legkiemelkedőbb alkotásaként tartanak számon. A mű alapvető jelentőségét mind a mai napig megőrizte: Max Herz: La mosquée du Sultan Hassan au Caire. Institut Français d’Archéologie Orientale, Kairó, 1899 ; http://www.islamic-art.org/OnlineBooks/index.asp ; https://archive.org/details/mosqueedusultanHassanauCaire00leca ; Arab fordításban is megjelent 1902-ben; ezt az arab fordítást kicsinyített méretben 2009-ben újra kiadták Kairóban.
2. Alapvető fontosságú monográfiát szentelt Kairó egyik legszebb és legizgalmasabb épületegyüttesének, az általa restaurált Kaláún-komplexumnak (Qalāʾūn; 683-684/1284-1285): Max Herz: Die Baugruppe des Sultāns Qalāūn in Kairo. (Abhandlungen des Hamburgischen Kolonialinstituts 42, Reihe B. Völkerkunde, Kulturgeschichte und Sprachen, 22). L. Friederichsen, Hamburg, 1919. https://archive.org/stream/diebangruppedess00herzuoft#page/n5/mode/2up Noha senki sem volt felkészültebb és hivatottabb Herz Miksánál arra, hogy monográfiát írjon erről a pompás műemlékegyüttesről, megszületése körülményeinek okán ebben a posztumusz műben nem sikerült mindazt megvalósítania, amit szeretett volna. A művet ugyanis már zürichi száműzetésében írta, ahol a Comité alapvető dokumentumokat, rajzokat, terveket és fényképeket őrző archivuma és könyvtára, sem saját anyagai nem állottak rendelkezésére, s még egy jó szakkönyvtár áldásait sem élvezhette.
3. Még ma is nagy haszonnal forgatható az iszlám művészetről készített magyar nyelvű áttekintése, amely Kairó építészetét helyezvén a középpontba tágítja azután horizontját az iszlám világ határaiig: Herz Miksa: Az Iszlám művészete. In: A művészetek története a legrégibb időktől a XIX. század végéig. Szerk. Beöthy Zsolt. Lampel R. (Wodianer F. és fia), Budapest, 1906-1912, II. kötet [1907] 108-262 (183 illusztrációval).
4. Amint már feljebb utaltunk rá, két kiadásban elkészítette az Arab Múzeum katalógusát francia nyelven; ezek angol fordításban is napvilágot láttak, s a második kiadás arab fordításban is megjelent:
  - Max Herz: Catalogue sommaire des monuments exposés dans le Musée National de l’Art Arabe. G. Lekegian, Kairó, 1895. https://archive.org/stream/cataloguesommai00herzgoog#page/n9/mode/2up
  - Max Herz: Catalogue of the National Museum of Arab Art. Ford. Stanley Lane-Poole. Gilbert and Rivington, Bernard Quaritch, London, é.n. [1896]. https://archive.org/details/catalogueofnatio00mathrich;  https://archive.org/details/cu31924031239605
  - Max Herz: Catalogue raisonné des monuments exposés dans le Musée National de l’Art Arabe. 2. kiad. Institut Français d’Archéologie Orientale, Kairó, 1906. https://archive.org/details/catalogueraisonn00cairuoft https://archive.org/stream/catalogueraisonn00cairuoft#page/n5/mode/2up
  - Max Herz: A descriptive catalogue of the objects exhibited in the National Museum of Arab Art. Ford. G. Foster Smith, 2. kiad. National Printing Department, Kairó, 1907. https://archive.org/details/adescriptivecat00egygoog
  - Maks Hirts: Fihris muqtanayāt Dār al-Āṯār al-ʿArabīya. Ford. ʿAlī Bahgat. Al-Maṭbaʿa al-Amīrīya, Kairó, 1909.
5. A Rifái-mecset (al-Rifāʿī; 1287-1330/1870-1912) befejezése alkalmából kis monográfiát jelentetett meg a mecset történetéről, illetőleg az építési munkálatok hányattatásokban gazdag történetéről:
  - Max Herz: La mosquée el-Rifaï au Caire. Humbert Allegretti, Milánó, é.n. [1911]. http://www.islamic-art.org/OnlineBooks/BArchViewPage.asp?BookID=747&PO=1#viewpage ; https://archive.org/stream/lamosqueelrifa00herz#page/n9/mode/2up ; https://archive.org/details/lamosqueelrifa00herz
6. Hivatali ideje alatt (1890-1914) Herz Miksa szerkesztette, illetőleg nagyrészt maga írta a Comité francia nyelvű, arabra is lefordított évkönyveit. Ezek igen tömör formában felbecsülhetetlen gazdagságú adattárat képeznek Kairó és Egyiptom arab-iszlám és kopt építészetére vonatkozóan. Az 1910-ig terjedő évfolyamokhoz 1914-ben teljes indexet jelentetett meg, amivel nagy szolgálatot tett a hallatlanul fontos, ám nehezen használható folyóirat kutatóinak.[40] Hasonló index azóta sem jelent meg a későbbi évfolyamokhoz.[41]
  - Max Herz: Index général des Bulletins du Comité des années 1882 à 1910. Institut Français d’Archéologie Orientale, Kairó, 1914. Ma az interneten hozzáférhető egy (majdnem) teljes sorozat az évkönyvekből az indexszel együtt: http://www.islamic-art.org/comitte/comite.asp

## Magyar kapcsolatai
Herz Miksa élete végéig szoros kapcsolatot tartott Magyarországgal, s többször haza is látogatott. Magyar állampolgárságát élete végéig megőrizte. Szülőföldjéről 21 éves korában távozott végleg külföldre – ezt akkor még nem sejtette –, így azon sem csodálkozhatnánk, ha hazájának emléke az idegenben töltött hosszú évtizedek alatt elhalványodott volna benne. Ámde nem így történt: egész élete során büszkén magyarnak vallotta magát. Ellenséges alattvalóként való kényszernyugdíjazását és kiutasítását elkerülhette volna, ha a világháború kitörését követően fölveszi az egyiptomi állampolgárságot. Egyiptomot második hazájaként szerette és egész aktív életét neki szentelte, ámde azt elképzelhetetlennek tartotta, hogy az őt a szülőhazájához fűző legfontosabb köteléket felbontsa. Kapcsolatot tartott magyar intézményekkel, mindenekelőtt a Magyar Tudományos Akadémiával és az Iparművészeti Múzeummal. Az előbbi 1896-ban külső tagjainak sorába választotta, míg az utóbbi gyűjteményét több alkalommal nagyszámú (összesen kb. 318) adománnyal gazdagította. Nagy szeretettel ápolta kora ifjúságának színhelyéhez, Temesvárhoz fűződő kapcsolatait; családjával itt élt egyébként legkedvesebb nővére, Katalin is, aki anyjuk halálát követően kisgyermekkorában különös gonddal foglalkozott vele. Számos faraonikus kori tárgyat ajándékozott a temesvári Délmagyarországi Történelmi és Régészeti Múzeumnak (ma: Muzeul Banatului) is. Publikált magyar folyóiratokban (Budapesti Szemle, Művészi Ipar), s egyik legfontosabb művét, az iszlám művészet történetének tömör összefoglalását is magyar nyelven jelentette meg (ld. fent). Érdemei elismeréseként a magyar kormány 1912-ben elindította a hivatalos eljárást azzal a céllal, hogy nemességet adományozzon Herz Miksának. A világháború kitörését követően az eljárás abbamaradt.